# Сугун (полуостров)
Сугун — полуостров в северной части озера Тандово в Новосибирской области. Длина — 8 км, ширина — 0,5 км. Памятник природы регионального значения.

## Природа
На территории памятника природы находятся необычные для лесостепной зоны природные комплексы натурализовавшихся и естественно возобновляющихся фрагментов березовых и сосново-березовых лесов.

### Охраняемые виды
Здесь произрастают редкие и исчезающие виды растений: ковыль перистый, солодка уральская, пион Марьин корень, лилия кудреватая.
На полуострове обитают большой подорлик, кобчик, дербник, длиннохвостая неясыть, махаон, шмели моховой и модестус, пильчатое коромысло, жуки-слоники.